# 大同人物語
『大同人物語』（だいどうじんものがたり）は、平野耕太による日本の漫画作品。1996年に、『コミックガム』（ワニブックス）にて、創刊号より連載された。未完。GUMコミックスで単行本が1巻のみ刊行された。

## 概要
それまでは成人向け漫画を活動の中心としていた平野耕太にとっての一般誌処女作。本作の連載開始からしばらくして代表作となる『HELLSING』の連載を開始し、一時期は平行連載をしていたが、本作は掲載が減少し、未完のまま『コミックガム』誌面より姿を消し、単行本も続刊が刊行されず、未収録も存在する。
舞台は1994年から1995年、架空の最大の同人誌即売会・マンガマーケットでの同人誌に関わる者の対立を描いている。作中に「黄金の夜明け」（ゴールデンドーン）という名の同人誌サークルが登場するが、これは秘密結社「黄金の夜明け団」から着想されたもので、ストーリー上で語られる巨大組織の内部分裂のストーリー構造も黄金の夜明け団の経緯になぞることができる。登場人物は、戦国時代の人物群になぞらえた苗字を持つ。
続編ではないが、同作品を思わせる雰囲気のネタ作品が『進め!以下略』で描かれたことがある。

## あらすじ
1994年冬季マンガマーケット。主人公である高校生、同人作家の木之下（きのした）は、漫画研究サークルの委託販売元の手伝いとして、売り子をしていた。その時、手伝っていた大手サークルの主催であるプロ作家から謂れの無い暴言を受け、怒りを感じた木之下は真っ向から反駁し、席を蹴る。孤独と無力感に打ちひしがれていた帰り道、謎の同人ゴロ・明智（あけち）と運命の出会いを果たす。明智に「同人にならないか」と誘われた木之下はそれを受け、もう一人のメンバー・雑賀（ざいが）と共に同人誌を作ることとなる。
明智は、同人界で絶対的な力を持つ巨大サークル組織「黄金の夜明け」に対し、過去に根差す因縁と確執を抱いていた。それを晴らすべく「黄金の夜明け」を討つ事を目論むも、主宰である織田（おだ）の権勢は強大であり、共に戦う仲間を必要としていたのだ。明智は僅かな勝機を掴むべく、木之下、雑賀と共に秘策を打ち出す。かくして、ただ3人の同人は、巨人の如き大組織に“己の個性”という孤剣のみで挑まんとしていた。
3人が織田への攻撃を仕掛け始める、1995年夏季マンガマーケットの直前で打ち切りとなり、現在まで未完である。

## 主要登場人物
明智慎一
一匹狼の同人ゴロ。“健全なる”同人作家諸氏からは、蛇蝎のごとく忌み嫌われている。かつては「黄金の夜明け」の一員として織田と共にマンガマーケットを席巻したが、方針の違いから袂を分かつ。過去に織田の手によって、さまざまなジャンルの平均的特長を持つ絵柄を、極めて高いレベルで描けるように訓練され、圧倒的な技術を身に付けている。しかし、それによって自分の本来の絵柄を完全に失ってしまっており、解っている人間にとっては非常につまらない絵しか描く事が出来ないという、創作者としては致命的な欠損を持たされてしまった。
木之下友
一見した所は人畜無害なオタク少年。しかし、いざという時には気骨ある行動を見せる。明智によって、その秘めたる個性と才能を見い出された。荒削りながら、そのオリジナリティは織田も認めるほど。学生サークルの小さな世界に収まる事無く、修羅の道へと自ら身を投じる。その絵は、明智の本来の絵柄に似ているらしい。
雑賀京一郎
織田によって解体された軍事サークルの残党。織田に一矢報いるべく、明智と手を組む。筋金入りの軍事オタクで、ヒトラーユーゲントを思わせるミリタリールックで身を固めている。絵は下手で、話も上手く作れないが、類い稀な弁舌と広範な人脈を武器とするマキャベリスト。明智と木之下を、織田の妨害を掻い潜って、表舞台に登場させるべく暗躍する。
織田焉
「黄金の夜明け」代表。無数の同人サークルを傘下に収める、同人ゴロの帝王。マンガマーケットにおいて、絶大な権勢を誇る。明智とのツートップで現在の地位までのし上がった。過去に明智と共に所属していたサークルの構成員が、同人界全体を揺るがす程の大事件を起こしてしまい、本人も批判の矢面に晒され、窮地に追い込まれる。織田は明智を自分に協力させ、「売れる」同人誌の製作を開始。その強力な実売能力で同人シーンに影響力を求めて行く。ちなみに、劇中で彼自身が漫画を描いている場面はないので、未だその実力は解っていない。過去に自分を窮地に陥れた世間全体に復讐心を持っており、殊更に現在の権力を誇示する悪癖がある。
森
織田の補佐を勤める美少年。明智に「カマっぽいツラ」と揶揄される。性格はそれほどオカマっぽいわけではないが、織田には恋愛感情にも似た忠誠を捧げる。明智の著作を読んでいたり、実際に明智と面識がある事から、成立期の「黄金の夜明け」に関係しているようである。
柴田
織田の傘下にあるプロ作家。「黄金の夜明け」参加の中でも、特に大手のサークルらしき「ザラストロ」の主宰。木之下に売り子をさせる。驕る気質があり、木之下のみならず購買層のオタクをも嘲笑し、木之下に「豚」と毒づかれる。その暴言三昧が購買客に知れ渡り、売上を大きく落としたため、織田からキツイ恫喝を受ける。木之下の部活の先輩が「ザラストロ」子飼いの作家であった事がすべての発端となった。
川原景虎
マンガマーケットの特別（特務）混雑対応部隊『景虎隊』を率いる古強者。片目を眼帯で覆っている。マンガマーケット準備会の正規の命令系統から外れた、独立愚連隊的な組織を率いている。マンガマーケットの狗。過去の回想から、織田と明智が元々所属していたサークルの関係者だったらしく、目の傷もその時期に負ったらしい。織田とは古い知り合いであり、現在でも複雑な間柄である事から、マンガマーケット準備会の中でも発言力は無視出来ないレベルらしく、明智の包囲下で雑賀が最後に頼ったのは彼であった。明智と同じように、織田が改めて自分の勢力に勧誘した事で、森に警戒されている。
現実のコミックレヴォリューションでは、彼の妹と言う設定でカワハラキクコと名乗る女性同人が毎回のカタログに登場し、典型的に迷惑なオタクの例を挙げては注意書き漫画の劇中で血祭りに上げていた（漫画の作者は現さなづらである、さなづらひろゆき）。
平松緑（エッヂウッドダーク）
女性同人作家。本作における数少ない女性キャラで、同人サークル「プラズマ猫（キャット）」の主宰。「黄金の夜明け」の勢力下において、表向きは女性同人を代表して織田に協力を表明している実力者。女性としてはかなり大柄らしい。喫茶店で男子高校生を舐め回すように視姦する、筋金入りの腐女子。その性癖を雑賀に指摘されるも、「日本が法治国家じゃなければ、もっと酷いことをしてるわ」などと嘯く。織田への対抗心から、明智一党に対し、大量の資金提供を行う。単行本未収録エピソードに登場。単行本でも、ワンカットのみ登場している。
黒田
木之下の同級生。木之下の原稿を手伝う。
丹羽
名前のみ登場。「黄金の夜明け」の影響下にある大手同人と見られ、柴田からライバル視されている。物語の冒頭で木之下が柴田とトラブルを起こし、明智に認知されるきっかけを作るなど、意外に重要な人物。性別や年齢等は不明。
義竜
織田に自分のサークルを奪われたサークル主宰者。作品が発表された1990年代中盤の当時ではまだ多く居た、自分では創作をしないタイプの「同人編集」である。織田によって作家を先に落とされ、自分のサークルの自治権と引き換えに、織田の参加に下るように脅迫されている。雑賀のコンタクトを受けた。劇中でのネームルールからすると、恐らく姓は斎藤であろう。
松永秀
マンガマーケット準備会執行部当落担当長。明智のマンガマーケット参加を阻もうとする織田の露骨な恫喝を受けるが、逆らえない。
柿崎来留津
景虎隊の構成員で、第1分隊「柿崎隊」隊長。過去（第2分隊長当時）に、マンガマーケット準備会のチビ官の理不尽な要求に晒されていた雑賀達の窮地を救う。雑賀が景虎に信頼感を抱くきっかけを作った。
宇佐美清
景虎隊第2分隊（現在）「宇佐美隊」隊長。
皇
名前のみ登場。マンガマーケットの主催者であり、最高責任者。

## 単行本
1. 1998年6月15日 ISBN 978-4-84-7032806